# Argentine aux Jeux olympiques d'hiver de 1980
L'équipe olympique d'Argentine a participé aux Jeux olympiques d'hiver de 1980 à Lake Placid aux États-Unis. Elle prit part aux Jeux olympiques d'hiver pour la dixième fois de son histoire et son équipe formée de douze athlètes ne remporta pas de médaille.

## Délégation
Le tableau suivant montre le nombre d'athlètes argentins dans chaque discipline :
| Sport       | Hommes | Femmes | Total |
| ----------- | ------ | ------ | ----- |
| Ski Alpin   | 6      | 0      | 6     |
| Ski de fond | 3      | 0      | 3     |
| Biathlon    | 4      | 0      | 4     |
| Total       | 13     | 0      | 13    |

## Résultats

### Ski alpin
Hommes
| Athlète            | Discipline   | Manche 1      | Manche 1 | Manche 2      | Manche 2 | Total         | Total |
| Athlète            | Discipline   | Temps         | Rang     | Temps         | Rang     | Temps         | Rang  |
| ------------------ | ------------ | ------------- | -------- | ------------- | -------- | ------------- | ----- |
| Guillermo Giumelli | Descente     |               |          |               |          | 2 min 00 s 10 | 38    |
| Janez Flere        | Descente     |               |          |               |          | 1 min 59 s 01 | 37    |
| Marcelo Martínez   | Descente     |               |          |               |          | 1 min 58 s 04 | 36    |
| Norberto Quiroga   | Descente     |               |          |               |          | 1 min 54 s 31 | 31    |
| Marcelo Martínez   | Slalom Géant | 1 min 31 s 17 | 51       | 1 min 34 s 41 | 47       | 3 min 05 s 58 | 47    |
| Guillermo Giumelli | Slalom Géant | 1 min 30 s 62 | 49       | 1 min 31 s 64 | 44       | 3 min 02 s 26 | 44    |
| Janez Flere        | Slalom Géant | 1 min 28 s 27 | 45       | 1 min 30 s 12 | 42       | 2 min 58 s 39 | 40    |
| Norberto Quiroga   | Slalom Géant | 1 min 27 s 16 | 41       | 1 min 28 s 49 | 36       | 2 min 55 s 65 | 37    |
| Guilermo Giumelli  | Slalom       | n/a           | ?        | DNF           | –        | DNF           | –     |
| Norberto Quiroga   | Slalom       | 1 min 05 s 09 | 37       | 57 s 82       | 26       | 2 min 02 s 91 | 27    |
| Ricardo Klenk      | Slalom       | 1 min 04 s 67 | 36       | 1 min 00 s 16 | 29       | 2 min 04 s 83 | 31    |
| Ivan Bonacalza     | Slalom       | 1 min 03 s 23 | 33       | 1 min 00 s 38 | 30       | 2 min 03 s 61 | 29    |

### Biathlon
Hommes
| Épreuve      | Athlète     | Pénalité 1 | Temps          | Rang |
| ------------ | ----------- | ---------- | -------------- | ---- |
| 10 km Sprint | Jorge Salas | 6          | 47 min 12 s 58 | 49   |
| 10 km Sprint | Luis Ríos   | 5          | 44 min 51 s 18 | 48   |
| 10 km Sprint | Raúl Abella | 5          | 44 min 40 s 55 | 47   |

| Épreuve | Athlète     | Manquées           | Temps | Temps ajusté 2     | Rang |
| ------- | ----------- | ------------------ | ----- | ------------------ | ---- |
| 20 km   | Raúl Abella | DNF                | –     | DNF                | –    |
| 20 km   | Jorge Salas | DNF                | –     | DNF                | –    |
| 20 km   | Luis Ríos   | 1 h 34 min 26 s 50 | 21    | 1 h 55 min 26 s 50 | 47   |

Relai 4 x 7.5 km homme
| Athlètes                                             | Course     | Course | Course |
| Athlètes                                             | Pénalité 1 | Temps  | Rang   |
| ---------------------------------------------------- | ---------- | ------ | ------ |
| Luis Ríos Jorge Salas Raúl Abella Demetrio Velázquez | DNF        | DNF    | –      |

1Une boucle de pénalité 150 mètres par cible manquée doit être parcourue.

2Une minute ajoutée par cible manquée.

### Ski de fond
Hommes
| Epreuve | Athlète             | Course             | Course |
| Epreuve | Athlète             | Temps              | Rang   |
| ------- | ------------------- | ------------------ | ------ |
| 15 km   | Matías José Jerman  | 55 min 50 s 61     | 61     |
| 15 km   | Martín Tomás Jerman | 53 min 38 s 47     | 60     |
| 15 km   | Marcos Luis Jerman  | 52 min 02 s 42     | 56     |
| 30 km   | Marcos Luis Jerman  | 1 h 47 min 56 s 17 | 50     |